# Спасово (Старозагорська область)
Спа́сово (болг. Спасово) — село в Старозагорській області Болгарії. Входить до складу общини Чирпан.

## Населення
За даними перепису населення 2011 року у селі проживали 463 особи.
Національний склад населення села:
| Національність   | Кількість осіб | Відсоток |
| ---------------- | -------------- | -------- |
| болгари          | 390            | 86,5%    |
| роми             | 50             | 11,1%    |
| Всього відповіли | 451            |          |

Розподіл населення за віком у 2011 році:
Динаміка населення: